# Ján Bzdúch
Ján Bzdúch (21. května 1922, Brezová pod Bradlom – 8. dubna 2007, Košice) byl slovenský divadelní a filmový herec.
Patřil k nejvýraznějším postavám poválečného profesionálního divadla na Slovensku. S herectvím začínal jako ochotník během gymnaziálních studií v Prešově. V roce 1945 spolu s Jánem Borodáčem a dalšími nadšenci založili Národní divadlo v Košicích. V košickém Štátnem divadle působil až do roku 1983, kdy odešel do důchodu. Během své bohaté herecké kariéry ztvárnil přes dvě stě divadelních a televizních postav, režíroval činoherní inscenace a věnoval se i divadelnímu výtvarnictví.
Ján Bzdúch spoluvytvářel moderní slovenské herectví. Patřil k profilující hercům košického období Borodáčova školy. Poslední rozloučení s Janem Bzdúchem se uskutečnilo 13. dubna 2007 na prknech košického Státního divadla.

## Filmografie
- 1948: Čertova stena (dělník)
- 1950: Karhanova parta (masér)
- 1950: Kozie mlieko (Paľo Dvorčiak)
- 1950: Priehrada (Gulej)
- 1952: Mladé srdcia (Šajban)
- 1954: Drevená dedina (Mišo Múčina)
- 1955: Tanková brigáda (plk. Malincev)
- 1958: Dáždnik svätého Petra (Gongoľ)
- 1961: Pieseň o sivom holubovi (Andrjuša)
- 1962: Tam za lesem (plukovník)
- 1964: Prípad Barnabáš Kos (Greguš)
- 1968: Niet inej cesty (farář)
- 1968: Sladký čas Kalimagdory
- 1973: Dolina (Dušanov otec)
- 1976: Pozor, ide Jozefína! (otec Dominik Galbavý)
- 1978: Dievča z jazera (Kováč)
- 1979: Cnostný Metod (farář Solár)
- 1985: Jako jed (starý muž)
- 1987: Neďaleko do neba (kaprál)